# Grande Prêmio da Bélgica de 1962
Resultados do Grande Prêmio da Bélgica de Fórmula 1 realizado em Spa-Francorchamps em 17 de junho de 1962. Terceira etapa da temporada, a prova foi marcada pela primeira vitória na carreira do britânico Jim Clark, da Lotus-Climax.

## Classificação da prova
| Pos. | Nº | Piloto                  | Construtor    | Voltas | Tempo/Diferença             | Grid | Pontos |
| ---- | -- | ----------------------- | ------------- | ------ | --------------------------- | ---- | ------ |
| 1    | 16 | Jim Clark               | Lotus-Climax  | 32     | 2:07:32.3                   | 13   | 9      |
| 2    | 1  | Graham Hill             | BRM           | 32     | + 44.1                      | 1    | 6      |
| 3    | 9  | Phil Hill               | Ferrari       | 32     | + 2:06.5                    | 4    | 4      |
| 4    | 12 | Ricardo Rodríguez       | Ferrari       | 32     | + 2:06.6                    | 7    | 3      |
| 5    | 5  | John Surtees            | Lola-Climax   | 31     | + 1 volta                   | 11   | 2      |
| 6    | 15 | Jack Brabham            | Lotus-Climax  | 30     | + 2 voltas                  | 15   | 1      |
| 7    | 7  | Carel Godin de Beaufort | Porsche       | 30     | + 2 voltas                  | 13   |        |
| 8    | 18 | Maurice Trintignant     | Lotus-Climax  | 30     | + 2 voltas                  | 16   |        |
| 9    | 19 | Lucien Bianchi          | Lotus-Climax  | 29     | + 3 voltas                  | 18   |        |
| 10   | 22 | Jo Siffert              | Lotus-Climax  | 29     | + 3 voltas                  | 17   |        |
| 11   | 4  | John Campbell-Jones     | Lotus-Climax  | 16     | + 16 voltas                 | 19   |        |
| Ret  | 17 | Trevor Taylor           | Lotus-Climax  | 25     | Acidente                    | 3    |        |
| Ret  | 10 | Willy Mairesse          | Ferrari       | 25     | Acidente                    | 6    |        |
| Ret  | 2  | Richie Ginther          | BRM           | 22     | Câmbio                      | 9    |        |
| Ret  | 26 | Tony Maggs              | Cooper-Climax | 22     | Câmbio                      | 10   |        |
| Ret  | 25 | Bruce McLaren           | Cooper-Climax | 19     | Rolamento de roda           | 2    |        |
| WD   | 21 | Masten Gregory          | Lotus-BRM     | 13     | Retirou-se                  | 8    |        |
| Ret  | 20 | Innes Ireland           | Lotus-Climax  | 8      | Suspensão                   | 5    |        |
| Ret  | 11 | Giancarlo Baghetti      | Ferrari       | 3      | Ignição                     | 14   |        |
| DNS  | 23 | Dan Gurney              | Lotus-BRM     |        | Seidel's car — unraceworthy |      |        |
| WD   | 3  | Tony Marsh              | BRM           |        | Carro inconcluso            |      |        |
| WD   | 4  | Jackie Lewis            | BRM           |        |                             |      |        |
| WD   | 4  | Gerry Ashmore           | BRM           |        |                             |      |        |
| WD   | 6  | Roy Salvadori           | Lola-Climax   |        |                             |      |        |
| WD   | 8  | Heinz Schiller          | Porsche       |        |                             |      |        |
| WD   | 24 | Jo Bonnier              | Porsche       |        |                             |      |        |

## Tabela do campeonato após a corrida
|    | Pos. | Piloto        | Pontos |
| -- | ---- | ------------- | ------ |
|    | 1    | Graham Hill   | 16     |
|    | 2    | Phil Hill     | 14     |
| 11 | 3    | Jim Clark     | 9      |
| 1  | 4    | Bruce McLaren | 9      |
| 1  | 5    | Trevor Taylor | 6      |

|   | Pos. | Construtor    | Pontos |
| - | ---- | ------------- | ------ |
| 1 | 1    | BRM           | 16     |
| 2 | 2    | Lotus-Climax  | 15     |
|   | 3    | Ferrari       | 14     |
| 3 | 4    | Cooper-Climax | 11     |
|   | 5    | Lola-Climax   | 5      |

- Nota: Somente as primeiras cinco posições estão listadas. Apenas os cinco melhores resultados, dentre pilotos ou equipes, eram computados visando o título. Neste ponto esclarecemos: conforme o site oficial da Fórmula 1, a partir de 1962 seriam atribuídos nove pontos tanto para o piloto quanto à equipe vencedora e na tabela dos construtores figurava somente o melhor colocado dentre os carros de um time.